# Dendrobium cymbicallum
Dendrobium cymbicallum är en orkidéart som beskrevs av P.O'byrne och Jeffrey James Wood. Dendrobium cymbicallum ingår i släktet Dendrobium, och familjen orkidéer. Inga underarter finns listade i Catalogue of Life.